# آسیب سلول
آسیب سلول مجموعه‌ای از آسیب‌هایی است که می‌توان به دلیل شرایط محیط بیرونی و حتی درونی سلول به آن وارد شود. این آسیب‌ها می‌توانند به دلیل وجود شرایط فیزیکی، شیمیایی، عفونی، زیستی، تغذیه‌ای و ایمنی نامناسب رخ دهند. آسیب‌دیدگی سلول بر اساس شرایط می‌تواند قابل درمان شدن و غیرقابل درمان شدن باشد. بر اساس میزان سطح آسیب اگر شرایط مناسب باشد، سلول به شرایط پاسخ می‌دهد و قادر به بازسازی خود خواهد بود. اگر سطح آسیب دیدگی زیاد باشد، سلول قادر به درمان خود نخواهد بود و خواهد مرد. مدت زمانی که سلول در معرض محرک کشنده قرار داشته و همچنین سطح سمی بودن محرک، دو فاکتور مهم در تعیین شدت آسیب می‌باشند. مرگ سلول می‌تواند بر اساس نوع محرک سمی و شرایط می‌تواند به دلیل مردگی‌بافت یا آپوپتوز رخ دهد.